# 스리마일섬 원자력 발전소
스리마일섬 원자력 발전소(Three Mile Island Nuclear Generating Station, TMI)는 미국 펜실베이니아주 서스쿼해나 강의 스리마일섬에 있는 원자력 발전소이다. TMI 1호기와 TMI 2호기의 두 원자로를 가지고 있다. 1979년 3월 28일, TMI 2호기에서 일어난 노심용융로 벌어진 미국 원자력 사상 최악의 사고로 널리 알려져 있다. 사고 후 2호기의 노심은 제거되었으나, 발전소는 해체되지 않고 계속 운용되고 있다.
스리마일섬의 이름은 펜실베이니아주 도핀 군 미들타운에서부터 3 마일 하류에 위치하고 있어서 이름붙여졌다.

## 같이 보기

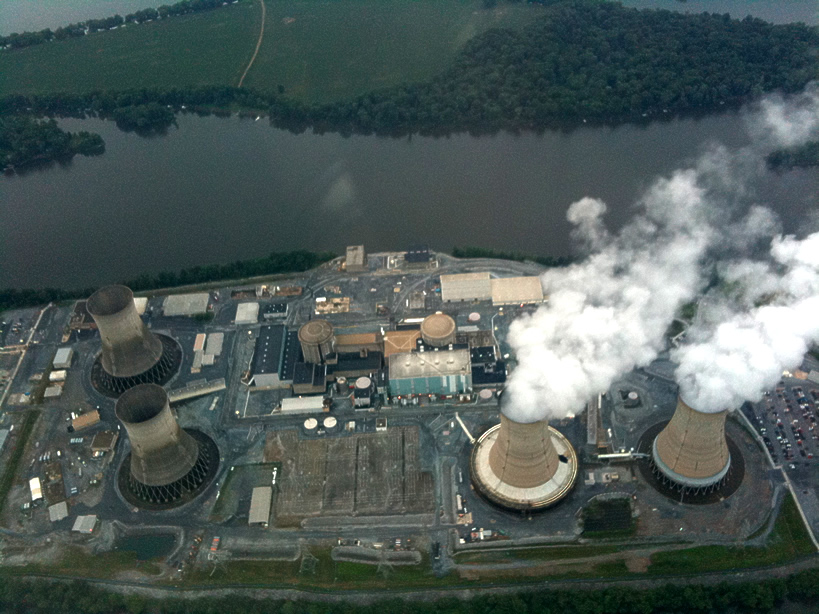
왼쪽 2호기는 사용중지된 상태(2010년 6월)

- 스리마일섬 원자력 발전소 사고